# Brevechelidonium circumsplendens
Brevechelidonium circumsplendens là một loài bọ cánh cứng trong họ Cerambycidae.